# Cresta dell'Innominata
La Cresta dell'Innominata (Arête de l'innomée in francese) è un insieme di cime situate nella parte meridionale italiana del Massiccio del Monte Bianco.

## Delimitazioni
Ruotando in senso orario il gruppo è limitato da: Col Eccles (4.021 m), Ghiacciaio del Freney, Val Veny, Ghiacciaio del Brouillard, Col Eccles.

## Classificazione
Secondo la SOIUSA la Cresta dell'Innominata è un settore di sottogruppo ed ha la seguente classificazione:
- Grande parte = Alpi Occidentali
- Grande settore = Alpi Nord-occidentali
- Sezione = Alpi Graie
- Sottosezione = Alpi del Monte Bianco
- Supergruppo = Massiccio del Monte Bianco
- Gruppo = Gruppo del Monte Bianco
- Sottogruppo = Contrafforti italiani del Monte Bianco
- Settore di sottogruppo = Cresta dell'Innominata
- Codice = I/B-7.V-B.2.c/c

## Cime principali
Le montagne principali della cresta sono:
- Pic Eccles - 4.038 m
- Punta Innominata - 3.732 m
- Aiguille Croux - 3.257 m